# Степановка (Атюр'євський район)
Степа́новка (рос. Степановка, ерз. Степановка) — присілок у складі Атюр'євського району Мордовії, Росія. Входить до складу Кішалинського сільського поселення.
Населення — 28 осіб (2010; 44 у 2002).
Національний склад станом на 2002 рік:
- росіяни — 77 %